# Antiheld

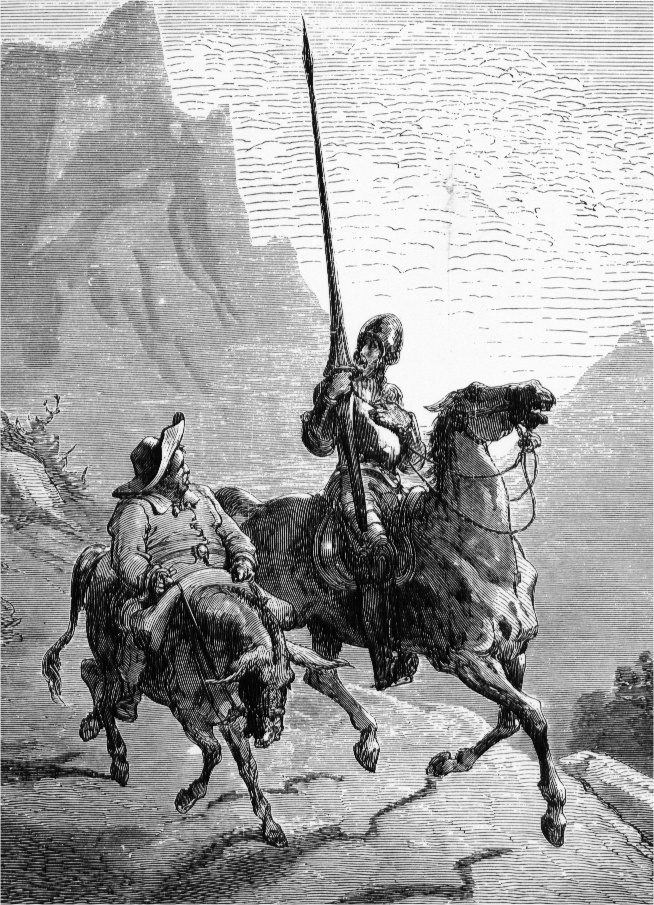
Don Quichot, een vroege antiheld

Een antiheld is een hoofdpersonage in een verhaal dat in vergelijking met de klassieke held uit literatuur en film een aantal 'heroïsche' karaktertrekken zoals idealisme, zelfopoffering en moed ontbeert.

## Betekenis
Traditioneel is het hoofdpersonage van een verhaal een held. Deze heeft voornamelijk goede eigenschappen: hij streeft een nobel doel na, bestrijdt het kwade, is edelmoedig, idealistisch, dapper, sterk, knap en slim.
Een antiheld daarentegen heeft ook zwakke eigenschappen. Hij is bijvoorbeeld uit op oppervlakkig genot, is gemakzuchtig, laf of egoïstisch. Soms is hij populairder dan een echte held omdat hij door zijn menselijke gebreken herkenbaar is. De toeschouwer voelt mee met zijn belevenissen. Een antiheld is realistischer dan een held. Bovendien is een traditionele held al te voorspelbaar; men weet dat hij altijd zal winnen en voor het goede zal kiezen.
Op vlak van de liefde is een antiheld uit op oppervlakkige avontuurtjes. Langdurige, ware liefde is niet aan hem besteed. Een antiheld kan een overspelige man of vrouw zijn.
Een antiheld is niet hetzelfde als een schurk. Een schurk is de vijand van een traditionele held; hij is fundamenteel slecht. Een antiheld daarentegen heeft een mengeling van goede en slechte eigenschappen. Ondanks zijn zwakheden kan de lezer sympathie voor hem voelen en zichzelf in hem herkennen.

## Strips
Lambik uit Suske en Wiske gedraagt zich soms als een antiheld, bijvoorbeeld in De poenschepper en Bibbergoud, wanneer hij in de ban is van hebzucht. 
Kapitein Haddock uit De avonturen van Kuifje is berucht om zijn scheldpartijen en zijn voorliefde voor whisky. Hij onderscheidt zich in dat opzicht sterk in negatieve zin van Kuifje, maar heeft anderzijds een gouden hart. Andere voorbeelden zijn de detectives Jansen en Janssen (ook uit de Kuifje-reeks) en de klungelachtige Guust Flater uit Robbedoes en Kwabbernoot.

## Film en tv
Populaire antihelden uit tv-series zijn Basil Fawlty, Blackadder, J.R. Ewing, Al Bundy en Homer Simpson. Zij zijn opportunistisch en gemakzuchtig, maar de kijker kan met hen sympathiseren. Een voorbeeld in Nederland is de tv-komedieserie Toen was geluk heel gewoon met in de hoofdrol de door Gerard Cox gespeelde onbenullige Jaap Kooiman, die allerlei ingenieuze plannen bedenkt maar telkens weer van een koude kermis thuiskomt.
Antihelden in films werden gespeeld door James Dean in Rebel without a Cause en Robert De Niro in Taxi Driver. Typerend zijn het gevoel van doelloosheid en het gebrek aan idealen.